# Guillermo Pickering Vásquez
Carlos Guillermo Pickering Vásquez (Traiguén, 19 de mayo de 1920 – Santiago de Chile, 21 de octubre de 1987) fue un oficial del Ejército de Chile que alcanzó el grado de general de división. Es recordado por su participación en la represión del "Tanquetazo", intento de golpe de Estado contra el presidente Salvador Allende en 1973.

## Biografía
Hijo del matrimonio del militar Guillermo Pickering Concha y Adelina Vásquez Fernández, ingresó a la Escuela Militar en 1934, egresando en 1938 con el grado de alférez de artillería. Al año siguiente fue destinado al Regimiento de Artillería en Antofagasta, y en 1941 al Regimiento Tacna, en Santiago. En 1943 fue trasladado a la Escuela de Artillería de Linares.
Entre 1951 y 1953 cursó estudios en la Academia de Guerra, de la cual egresó con el primer lugar de su promoción. Posteriormente, entre 1961 y 1965, se desempeñó como profesor en la misma institución. En 1965 asumió como comandante del Regimiento de Artillería N.º 3 "Chorrillos", con sede en Talca, y en 1966 fue trasladado nuevamente a Santiago para asumir funciones en el Regimiento de Artillería N.º 1 "Tacna".
Durante el fallido intento de golpe de Estado conocido como el Tanquetazo, ocurrido el 29 de junio de 1973, el entonces general de brigada Guillermo Pickering Vásquez, en su calidad de comandante de los Institutos Militares, formó parte de las fuerzas leales al gobierno constitucional del presidente Salvador Allende, bajo el liderazgo del Comandante en Jefe del Ejército Carlos Prats. Frente a la sublevación del Regimiento Blindado N.º 2, encabezada por el teniente coronel Roberto Souper, Pickering ordenó la movilización de sus unidades para enfrentar a los insurrectos, contribuyendo de forma decisiva a la rápida neutralización del levantamiento.
Pasó a retiro del Ejército el 23 de febrero de 1974.
Falleció debido a un infarto al miocardio el 21 de octubre de 1987. Estaba casado con Olga de la Fuente Illanes, con quien tuvo tres hijos, entre ellos el abogado y político Guillermo Pickering de la Fuente.

## Obra escrita
- 2022: Profesión soldado. Apuntes de un general del ejército de Chile. (Memorias)